# Persephonaster rhodopeplus
Persephonaster rhodopeplus is een kamster uit de familie Astropectinidae.
De wetenschappelijke naam van de soort werd in 1891 gepubliceerd door James Wood-Mason & Alfred William Alcock.